# 環保與節能基金
環保與節能基金（葡萄牙語：Fundo para a Protecção Ambiental e a Conservação Energética，葡文縮寫：FPACE），是為資助澳門商業企業、社會團體及特定資助對象購買、更換環保節能產品及設備或淘汰高污染設備，以提高其環保能力以及引進環保技術、設備，務求進一步推動環保工作以及環保產業的發展而設立的基金。基金由行政管理委員會管理。原屬於行政長官監督，2021年2月1日起改由運輸工務司監督。

## 職權
行政管理委員會在管理環保與節能基金時擁有以下職權：
- 徵收基金的收入；
- 許可基金履行職責所需的開支；
- 制定基金的本身預算案及其修改，並將之呈交行政長官核准；
- 編製年度管理帳目，並將之呈交行政長官核准；
- 就不屬其本身職權範圍但有利於基金妥善管理財務的措施，向監督實體提出建議；
- 取得對開展基金職責範圍內的活動屬必要的不動產及設備；
- 與澳門特別行政區其他公共或私人實體訂立協議及議定書；
- 議決所有與基金有關且未被法律排除在其職權範圍外的事宜。

另外，行政管理委員會可授權主席，以便許可金額上限為澳門幣五萬元的開支，但對行使此授權所作的行為，須在隨後的行政管理委員會會議中予以追認。

## 組織法例
- 第21/2011號行政法規（2011年8月1日《澳門特別行政區公報》）環保與節能基金[2]。
- 第25/2021號行政法規（2021年7月26日《澳門特別行政區公報》）修改第21/2011號行政法規《環保與節能基金》。

## 運作
基金會由行政管理委員會管理，行政管理委員會由五名成員（包括主席）組成，其成員及任期由行政長官以批示委任和訂定。根據批示，行政長官在委任財政局代表及行政管理委員會其他成員時，亦委任有關代任人。主席不在或因故不能視事時，由其法定代任人代任；其餘正選成員不在或因故不能視事時，則由相關候補成員代任。主席在環境保護局工作人員中指定一名行政管理委員會秘書及其代任人；秘書須列席會議，但無投票權。

### 主席
主席由環境保護局局長擔任，現任主席為葉擴林。

### 委員會成員
除主席之外，其餘四名成員包括財政局代表一人。

## 支援
環境保護局負責向基金提供技術及行政支援。

## 爭議
2017年7月，陳明金議員辦事處收到中小企業商戶反映，環保與節能基金在近期向已經申請批給的受益人發送電子郵件，要求已經領取基金資助購買的設備，需要按照批给在指定的地點及位置安裝及使用五年或以上，期間不能拆卸或者更換，如果發生重大變更之前又或者當日起需要在210日之內向基金作出書面通知，否則需要退還當初的資助款項。有商戶表示，在2011年申請資助的時候並沒有上述條款規定，但在六年後追溯相關條款不合情理，加上資助的物資都是消耗品，其壽命與基金所要求的五年或以上根本可能不大。

## 外部連結
- 澳門特別行政區政府環保與節能基金 （页面存档备份，存于）（繁體中文）